# Tazsevo
Tazsevo (macedónul: Тажево) település Észak-Macedóniában, a Délnyugati körzet Makedonszki Brod-i járásában.

## Népesség
| Lakosok száma | 233  | 258  | 248  | 218  | 87   | 23   | 24   | 7    | 2    |
|               | 1948 | 1953 | 1961 | 1971 | 1981 | 1991 | 1994 | 2002 | 2021 |

2002-ben 7 lakosa volt, akik mindannyian macedónok.